# Міністерство закордонних справ Сербії
Міністерство закордонних справ Республіки Сербія (серб. кир.: Министарство спољних послова Републике Србије) — центральний орган виконавчої влади Республіки Сербія, відповідальний за міжнародне співробітництво та встановлення міждержавних відносин.

## Історія
Відокремлення чотирьох колишніх югославських республік на початку 90-х років ХХ століття спонукало Сербію відновити дипломатію та відтворити Міністерство закордонних справ Сербії. 72-га стаття Конституції Сербії від 1990 року передбачала, що Сербія регулює і забезпечує своє міжнародне становище та відносини з іншими країнами і міжнародними організаціями. У ці роки перед сербською дипломатією постало складне завдання організації своєї дипломатичної служби в умовах воєн, що точилися в сусідніх югославських республіках, і пом'якшення негативних наслідків пропаганди, що велася проти неї. 1991 року Сербія в рамках Югославії створила власне республіканське МЗС. У 1993—1994 роках паралельно існувало два міністерства закордонних справ (Сербії та Югославії), а з 19 лютого 1994 р. продовжило роботу лише Міністерство закордонних справ Союзної Республіки Югославія.
З 2003 по 2006 рік діяло Міністерство закордонних справ Державного Союзу Сербії та Чорногорії, а коли в 2006 році Державний Союз Сербії та Чорногорії припинив своє існування, Сербія поновила роботу свого національного міністерства закордонних справ.
У теперішню будівлю міністерства, розташовану в міському районі Савський Венаць на вулиці Князя Милоша, більшість міністерських відділів переїхали ще в грудні 1923 року як структурні підрозділи тодішнього міністерства закордонних справ Королівства СХС.

## Коло повноважень

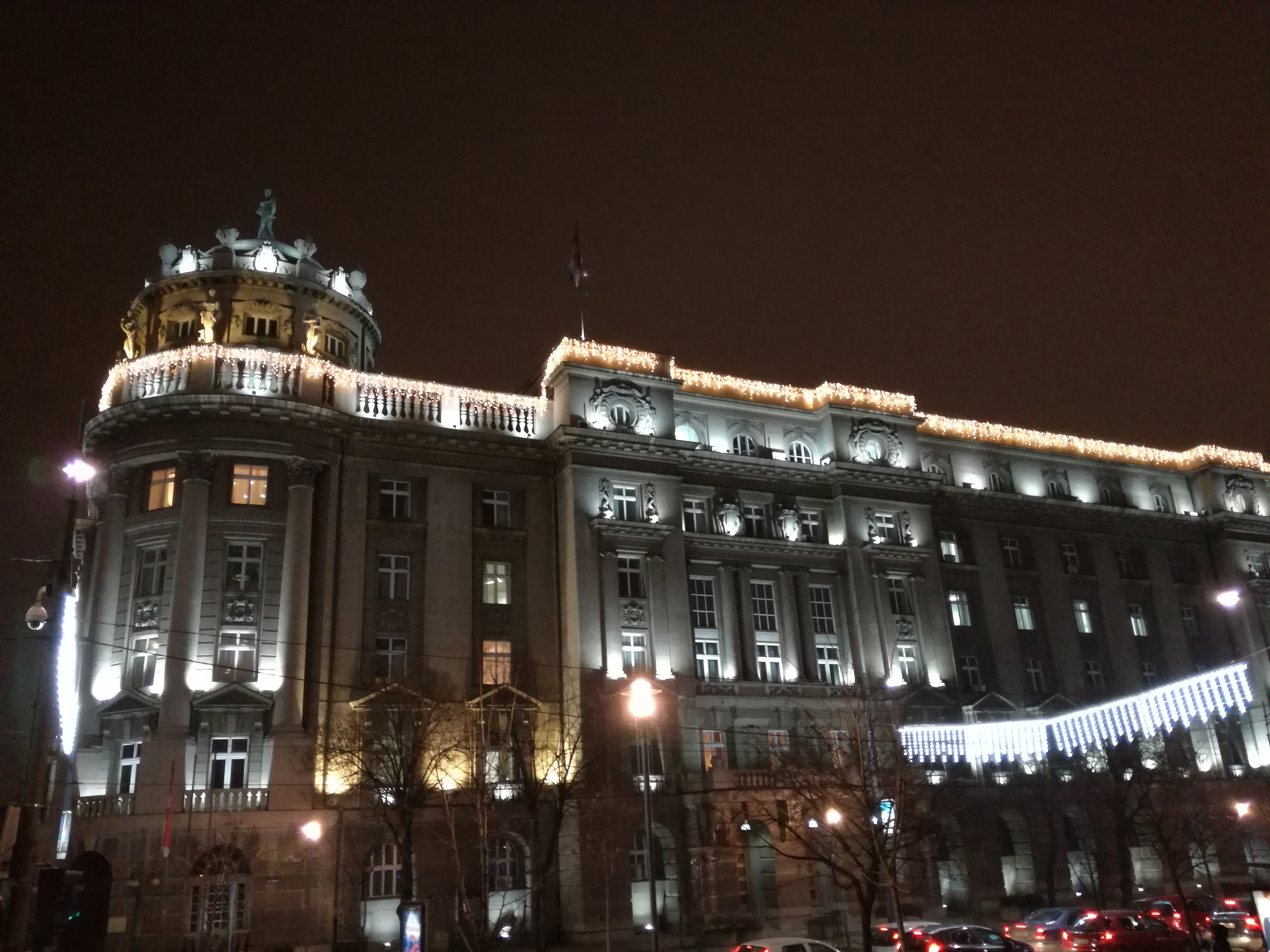
Будинок МЗС Сербії вночі

Міністерство відповідає за координацію зовнішньополітичної та іншої міжнародної діяльності, що в межах установленої компетенції виконують державні органи, які в зовнішньополітичній діяльності взаємодіють з цим міністерством шляхом своєчасного звітування про заплановані та здійснені заходи. Комунікація між органами державної влади та представниками інших держав і міжнародних організацій відбувається через міністерство або у співпраці з ним, якщо це відповідає міжнародним договорам і дипломатичній практиці. Через міністерство здійснюються зносини державних органів із дипломатичними та консульськими установами.
Міністерство в межах своєї компетенції виконує такі завдання:
- представляє разом з Президентом Сербії Республіку Сербія у відносинах з іншими державами, міжнародними організаціями, міжнародними судами та іншими міжнародними установами, а також з їхніми представництвами в Сербії;
- захищає інтереси Сербії, її громадян та юридичних осіб за кордоном;
- вносить на розгляд уряду пропозиції щодо зовнішньої політики, які він затверджує;
- подає уряду пропозиції про встановлення і припинення дипломатичних відносин з іншими державами;
- подає уряду пропозиції про членство, тобто участь Республіки Сербія у міжнародних організаціях і формах інтеграції, а також в інших формах міжнародного співробітництва;
- висуває на затвердження уряду послів, генеральних і почесних консулів Республіки Сербія за кордоном;
- бере участь у заходах, пов'язаних з акредитацією офіційних представників держав і міжнародних організацій у Республіці Сербія;
- організовує офіційні візити на державному та дипломатичному рівнях;
- долучається до підготовки участі представників Сербії у міжнародних переговорах і конференціях;
- аналізує міжнародне становище Сербії та двосторонні відносини з іншими державами;
- аналізує зовнішньополітичні аспекти оборони та національної безпеки;
- аналізує та прогнозує розвиток регіональних і глобальних відносин та явищ, особливо в ділянці зовнішньої політики, безпеки, міжнародного публічного та приватного права, економіки, екології, освіти і культури та стану прав людини, які є важливими для здійснення міжнародних відносин Сербії;
- збирає та аналізує відомості з іноземних ЗМІ, що стосуються Сербії;
- готує проєкти законів, інших нормативно-правових актів у галузі закордонних справ, дає висновки щодо проєктів законів та інших нормативно-правових актів, пов'язаних із закордонними справами, за які відповідають інші органи державного управління та які становлять інтерес для міжнародної позиції Сербії;
- готує правові висновки з питань міжнародного права для потреб Президента, уряду та інших державних органів;
- пропонує уряду стратегію розвитку зовнішньої політики та інші заходи, що формують зовнішню політику уряду; готує документацію, інформацію та аналізи у царині зовнішньої політики;
- у взаємодії з компетентними державними органами запускає процес і координує ведення перемовин та укладення міжнародних договорів, бере участь у процедурі їх підтвердження та контролює їх виконання; зберігає оригінали всіх міжнародних угод, спільних комюніке і заяв Сербії та її міжнародно-правових попередників;
- інформує уряди інших держав і міжнародну громадськість, а також емігрантів, осіб сербського походження та громадян Сербії за кордоном про політику Сербії та, у співпраці з іншими компетентними органами державного управління, працює над просуванням політичних поглядів уряду з метою зміцнення репутації Сербії у міжнародних відносинах;
- у співпраці з Міністерством діаспори сприяє дотриманні прав людини та меншин щодо емігрантів, осіб сербського походження та громадян Сербії за кордоном;
- у співпраці з іншими компетентними органами державного управління проводить голосування громадян Сербії, які перебувають або проживають за кордоном, під час виборів і референдумів на республіканському рівні;
- у взаємодії з іншими органами державного управління виконує демаркаційні завдання з суміжними державами, розробляє та зберігає документацію про державний кордон;
- збирає та зберігає документацію про зовнішню політику Сербії, заохочує наукові дослідження в галузі зовнішньої політики та міжнародних відносин;
- здійснює порядок придбання, утримання та розпорядження нерухомим майном за кордоном, необхідним для роботи дипломатичних і консульських установ;
- організовує, підтримує та захищає інформаційні, телекомунікаційні, кур'єрські та інші системи зв'язку з дипломатичними і консульськими представництвами та іншими інформаційними системами;
- виконує завдання з охорони цього міністерства, дипломатичних і консульських установ та їхніх працівників;
- у взаємодії з іншими компетентними органами відповідно до спеціального закону забезпечує участь у міжнародних місіях;
- виконує інші завдання, визначені законодавством.